# モルダイバー
『モルダイバー』は、1993年に製作されたOVA作品。内容はSFヒーローアクション。

## 概要
パイオニアLDCによって企画・販売されたOVA専用アニメーションシリーズの第一期作品。同OVAレーベルの同期発売作品には『天地無用!魎皇鬼（第一期シリーズ）』『幽幻怪社』『グリーンレジェンド乱』『機神兵団』などが存在する。
また、これを原作にコミカライズされた伊藤伸平の漫画作品のタイトルでもある。同時期に『月刊少年キャプテン』（徳間書店）に連載された。ストーリーはOVAの設定のみを下地にしたオリジナル。
同様に早見裕司によってノベライズされた小説版も存在する。こちらは徳間書店・アニメージュ文庫より発売。ストーリーはオリジナルのものだが、よりOVAの内容をなぞるものになっている。オープニングは第3巻から変更され、モルダイバー2号が活躍するバージョンとなっている。

## ストーリー
時は2040年代。東京は開発に次ぐ開発により超高層建造物「複合体（コンプレックス）」が立ち並ぶ超都会へと変貌を遂げていた。人々は複合体に住み、複合体で働き、複合体に死す。それが当たり前の時代になっていた。
大宇宙　寛（おおぞら ひろし）は、総合企業複合体ZICの鉱物研究員。彼は大学時代、複合体理論開発者、ZIC科学顧問にして恩師でもある天城教授の下で超次元装甲の研究を行っていた。それは特殊波長粒子体である擬似分子を身体に定着させ、これの操作をもってあらゆる物理的限界を制御・虚無化する、究極の装甲技術。だが、その開発は他ならぬ天城の手によって封印されていた。なぜなら擬似分子を定着させる理論値を示しうる触媒物質が、この地球上に存在し得なかったためだ。
しかし寛はあきらめなかった。彼はZICに入社した後、鉱物研究員となり擬似分子定着のための触媒物質を探し続けていたのだ。ZICには宇宙開発によって採取された鉱物が数多く入ってくる。寛はその中で「試掘666番」と呼ばれる予備調査において「利用価値なし」と判断され廃棄処分寸前となっていた擬似分子装甲用触媒物質として最適な理論値をはじき出す鉱物サンプルを手に入れる。
同時期。マシンガル教授を名乗る謎の怪人が、テロメカを引き連れて複合体に現れるようになっていた。どこからとも無く現れては去っていくマシンガル教授。それは超次元装甲と基礎理論を同じくする物質転送システムIntrude Dimension Area 転送システム（IDA転）によるもの。彼は右往左往する人々をよそに、自らの趣味であるハイテク・レトロ（この時代において骨董価値があるとされる各種電気工学技術を用いた電化製品。たとえばVHDやひまわり初号機、新幹線のぞみ号など『モルダイバー』OVA発売当時においては最先端であった工業技術製品）をあちこちから盗んでいく。
鉱物サンプルを手に入れた寛は喜び勇んで、それに「モル鉱石」と名づける。さらには天城教授に知らせることも無く独自に超次元装甲の開発に乗り出す。実は彼の夢は秘密のスーパーヒーローになる事だった。寛は苦難の末に装甲開発に成功。研究途中ゆえに666秒と言う時間制限付きながら、人知れず人命救助など正義の行動に乗り出す。人々は擬似分子装甲で変身した寛を敬愛をこめてキャプテン東京と呼ぶようになった。
ところが、あることがきっかけで寛の行動は妹の未来（みらい）の知るところとなる。未来は周囲の知らぬところとはいえ、自分の身内が「キャプテン東京」などというセンスの無い名前で呼ばれる事に腹を立てた。未来が立腹したのはそれだけでなく「キャプテン東京」の外観も。擬似分子装甲は装甲安定装置「モルユニット」へのプログラミングにより、自由に外形を変えられる。寛が選んだ外形は、ひ弱な自分への劣等感から、アメコミもかくやと言うほどのマッチョマンだったのだ。この寛と周囲の壊滅的とも言えるセンスの悪さがどうにも気に入らない未来はある計画を実行する。
なんと未来は寛の部屋に忍び込み、モルユニットのプログラムを勝手に変えてしまったのだ。だが、未来は元来メカに弱い。未来の迂闊でデタラメな操作はモルユニットを「競合しない二つのプログラムを無理矢理押し込めた不安定な欠陥品」に変えてしまったのである。かくて、ここに従来のモルダイバーである「キャプテン東京（モルダイバー1号）」と未来のボディーデータを基礎とした美少女型の「モルダイバー2号」が誕生した。
一方でマシンガル教授一味は複合体を所狭しと暴れまわる。その正体は寛の恩師・天城教授と彼の秘書・イザベラ、そして彼女の妹たち。天城は天才であるが故の孤独と退屈から、ついに犯罪に手を染めてしまったのだ。そしてイザベラとその妹たちは他ならぬ天城の手によって作られたアンドロイド、マシンガル・ドールズだったのだ。モルダイバー兄妹とマシンガル教授たちは互いの正体も知らず、ある時は恩師と弟子（と、その家族）として。またある時は宿敵同士として事件現場で出会うことになる。
こうしたドタバタの中、兄と姉の秘密行動に不審を抱く大宇宙家末弟、スーパーハッカー・望夢（のぞむ）。未来の初恋の人にしてZIC外宇宙開発プロジェクト飛行士候補であり寛の無二の親友・岬薫（みさき かおる）。そして岬を軸にした未来の恋敵にして同級生の白瀬真織（しらせ まお）などの面々を巻き込み、モルダイバーの冒険は始まるのである。

## 登場人物・声の出演
大宇宙未来（おおぞら みらい）
声 - 野上ゆかな（現・ゆかな）
主人公。大宇宙家の次女。中期専門課程（高校生）の少女。行動的で快活だが、一方で自己主張が強く独善的なワガママ娘でもある。「モルユニット」の存在を知りモルダイバーとなるが、エネルギーなどの無駄遣いをするため、寛に迷惑をかけては叱られる。性格はほぼ体育会系に近く、祖母から中国拳法を仕込まれている。寛の友人の岬薫に片思いしているが、それが実るかどうかは微妙。ただし自身は絶対にその思いをかなえると決めており、そのため（いずれ外宇宙へと旅立つ岬についていくべきスキルを得るため）に宇宙飛行士の専門養成のための特別単位を取得しようとしている（しかし前述の通りコンピュータを始めとした理系科目は不得意）。
なお強烈なまでの味オンチのため料理が非常に苦手。小説版ではそのために熱海温泉の専門施設での（味覚改善を兼ねた）補習まで受けさせられるほど。そのため寛も望夢も未来の料理をこの世の何よりも恐れている。本人曰く「普通の料理には味に個性が無い」としており様々な調味料を適量以上に、また本来ならその料理には合わない調味料をそれと知りながら無視して利用するなどの愚行を行っており、それが壊滅的なまでの味の原因でもある（本人も理解はしているが前述の主張から直すつもりは始めから無く、改善を求めるとキレる事すらある）。
漫画版では早口言葉を苦手としており（当時、新人だった野上ゆかなの緊張に起因する定番ギャグ）短絡的で直情的な面が強調されていて、その部分を寛に突かれモルダイバーへの変身の主導権を奪われる場面もある。まめカラ事件（後述）では野上ゆかなの『恋人たちのモニュメント』をモルダイバー2号として熱唱している。
モルダイバーの変身は1号と2号の任意選択がほぼ不可能で、「1号になりたくない」と念じても1号に変身することがある。未来を「モルダイバー2号に変身するヒロイン」とする紹介は不正確。
誕生日は野上ゆかなに合わせて1月6日に設定された。
大宇宙寛（おおぞら ひろし）
声 - 森川智之
大宇宙家の長男。ZIC社に勤務する素材研究者。モルダイバーに変身するための特殊装置「モルユニット」の開発者。問答無用の「理系の男」であり、感性オンリーで体育会系な未来の行動に心底迷惑している。ただし未来の事を嫌っているわけではなく、家族として心配する「よき兄」でもある。
なお業務そっちのけでモル鉱石を探し続ける姿から、職場では変人扱いされ窓際扱い目前とも言われている。大学時代でもロマンチストに過ぎて論理構成や試算が甘くなる事から落ちこぼれ学生だった。しかし、その分だけ自分の夢に対して正直な男であり、そのコケの一念で師・天城すらも完成を諦め研究を放棄した擬似分子装甲（モルダイバー）を完成へとこぎつけ師を越えてみせた。しかし漫画版では学生時代の落ちこぼれ（ロマンチスト）っぷりが災いし、マシンガル教授からは擬似分子装甲研究の第一人者にもかかわらずモルダイバーの正体候補から真っ先に外されるという、幸運なのかどうなのか解らない認識をされてしまっている。
頭は良いが体は弱く、自らの虚弱にコンプレックスを持ち、強いヒーロー願望を抱いている。擬似分子装甲研究は、ひとえにその夢を叶えるためのものであり、天城が開発放棄した廃棄データを全て譲り受けてたった一人で研究を続けたというエピソードにおいてもその夢の大きさや意志の強さを物語っている。
親友・岬薫と共に天城教授の教え子であり、師に対する尊敬の念は、もはや崇拝と言ってもいいレベルだが、漫画版で天城の犯罪歴が明らかになった際にはその行いを全否定している。
大宇宙望夢（おおぞら のぞむ）
声 - 松本梨香
大宇宙家の末っ子。初等過程（小学生）ながらもスゴ腕のハッカーであり、ハードおよびソフトの両面で兄である寛以上の才覚を持つ。寛が「人の夢のための技術」を求めるのに対し、望夢が求めるのは「完璧な技術のための人」であり、その感性において「人」と「技術」の主客が逆転する危険思想を抱いており、兄や岬、ひいては天城博士の技術に対しても「人の甘さが出ている」と断ずる科学技術至上主義者でもある。それゆえに「完璧な技術」を求め、「完璧でない技術」いわゆる「ハイテク・レトロ」のような過去の技術や「モルダイバー」のように不完全なシステムゆえに時間制限を持つ技術、外宇宙航行船「魁」のように人命を度外視した技術に対しては異常なまでに子どもっぽい憎悪を燃やし、これらを抹殺・廃棄しようとする。
「魁」に関わる騒動では未来の諦めの悪さが引き出した想定外の力に驚いた隙に自身のモルユニットを奪われるが、事件後、新たに製作したユニットに「バーニング熱血回路」なるシステムを搭載している（同様に寛も鉱石の変換効率100%を達成した新型ユニットを完成させている）。
白瀬真織（しらせ まお）
声 - 平松晶子
未来の同級生であり、岬薫をめぐっての恋敵。未来とどっこいどっこいのワガママさや幼さや積極性を持ち、未来と同レベルで争っているライバル。未来と違い上品さと高飛車さを併せ持つお嬢様で、とかく自慢したがりでもある。未来同様に宇宙飛行士の専門課程に所属している。
以前にキャプテン東京（寛が変身したモルダイバー1号）に助けられた事から、モルダイバーに憧憬を抱いている。
漫画版でも基本的な部分は変わらないが、未来とはOVAより息の合ったボケとツッコミを交わす親友的な間柄である事が強調されており、未来の岬に対する健気さを自ら認めて未来の代わりにその部分を岬に主張してあげたりもする（同時に自分も利点も主張するが）。
岬薫（みさき かおる）
声 - 梁田清之
寛の大学時代の同期であり互いに気心の知れた大親友。ZIC社がイニシアチブをとって進める太陽系外宇宙航行調査プロジェクトのパイロット候補生たるエリート。
心優しく気のいい筋骨隆々（マッチョ）の好青年。その筋肉は寛の憧れでもあり、モルダイバー1号の体形サンプルとして（本人には無断で）採用されている。しかし、それが原因でマシンガルからモルダイバーの正体として狙われるという災難にも見舞われた。「魁」に関わる騒動ではシステムが不完全なことを承知の上でテストを敢行するが、未来が望夢から奪ったモルユニットで外宇宙へと旅立った。
漫画版では究極の甘党であり、普段からコーヒーに角砂糖13個入れるほどで、未来や真織が夕食の支度を申し出た際には「イワシの梅煮」をリクエストしている。クライマックスでは寛から簡易モルユニット「モルんです」を借り受けてモルダイバー1号として2号に変身していた未来の元にかけつけた。
天城博士 / マシンガル教授（あまぎはかせ / マシンガルきょうじゅ）
声 - 八奈見乗児
ZIC社の科学技術最高名誉顧問であり同社が運営する大学の教授。超大高層建築である複合体（コンプレックス）など、この時代の日本に至る、ほぼ全ての技術をZIC社の庇護の下に創り上げた超天才物理学者。
昭和40年代の生まれで年齢は80歳程度。自身のノスタルジーと温故知新によるインスピレーションのためにハイテク・レトロを集める超一級のレトロコレクターであり、寛もまた如実にその影響を受けている。
しかし年を経ることによってコレクター魂やノスタルジーが増大し抑えきれなくなっており、自らが手にできないハイテクレトロ（いわゆる近代化遺産として認定され公共の資産として博物館などに展示されているもの）すらも己のものとするべく、自らの技術の粋を持ってマシンガル教授として暗躍するテロリスト（怪盗）と化した。
一見すると理知的なまなざしを湛え、温厚に教え子や人々を見守る「善の科学者」だが、その実は自らの技術を自らのために使う「自身の幸せと楽しみのために発明を続け科学を発展させ続けた」と言ってはばからないワガママな老人。独身であり身寄りも無く、自らが創り上げたマシンガル・ドールズに人格を与え娘として扱っている。
漫画版ではモルダイバー（主に未来）が暴れた影響で失われた物の責任も被されてキレまくっており、そのストレスが変な方向に向かって「福岡ドーム」や「かに道楽のカニ看板」も狙う。まめカラを手に入れた際には『それゆけガイコッツ』を熱唱した。アニメ版では機器類のスイッチを入れる際、「ポチッとな」の台詞が入ることがある。
イザベル
声 - 篠原恵美
天城博士に常に秘書として側に従う妙齢の美女。その正体は天城博士によって創造されたガイノイド集団「マシンガル・ドールズ」のファーストナンバーにして天城いわく最高傑作。ドールズのトップに立つ長姉であり妹たちをまとめ、造物主マシンガル教授の野望のために動く。
妹たちと比べてとてつもなく冷静。天城博士（マシンガル教授）の大人気ない行動に呆れ果てながらも彼を心優しく冷静にサポートしており、天城を通して「人間とは何か」を理解しようと努めている。設定年齢23歳。まめカラ事件では「津軽海峡冬景色」を熱唱していた。
なお、マシンガル・ドールズはその名前を全員映画女優から取っており、彼女の名の由来はイザベル・アジャーニである。
ブルック
声 - 井上喜久子
マシンガル・ドールズの次女。中日ドラゴンズと時代劇をこよなく愛する。名前の由来はブルック・シールズ。
ヴィヴィアン
声 - 西原久美子
マシンガル・ドールズの3女。お酒が大好きで（ガイノイドであるにもかかわらず）アル中の気がある。名前の由来はヴィヴィアン・リー。
エリザベス
声 - 柴田由美子
マシンガル・ドールズの4女。とかくギャンブルを好む。漫画版では愛称のひとつである「ベティ」を好まず「リズ」と自称していた。名前の由来はエリザベス・テーラー。
ジェニファー
声 - 天野由梨
マシンガル・ドールズの5女。ぬいぐるみを好む守銭奴。漫画版では「強殖装甲ガイバー」のファンであることを明かしている。名前の由来はジェニファー・コネリー。
ナスターシャ
声 - 嶋村薫
マシンガル・ドールズの6女。あがり症だがレスリングや格闘を好む。名前の由来はナスターシャ・キンスキー。
サユリ
声 - 菊池いづみ
マシンガル・ドールズの7女でありラスト・ナンバー。ドールズにおける末妹。ドールズの中では天然な甘えん坊であり天城とは「父と娘」というよりも「祖父と孫」のような間柄。その分、他のドールズの中では天城を慕う想いも人一倍強く、OVAのVOL.4「DESTRUCTION」では自らの破壊消滅も省みずに目的を達成した。ただしドールズとしての記憶素子（コア）は消滅しなかったため大事には至っていない。
漫画版では短期間ではあるが寛と交際している。本来はマシンガル教授がモルダイバーの正体を探るために繰り出した罠だったが自身としても寛との交際はまんざらではなかったらしく、正体が露見して寛の前から姿を消した後も寛から貰ったモルダイバー1号のマスコットを大事に持つという行動をしていた。
名前の由来は吉永小百合。
エミィ・リーン
声 - 藤枝成子
この時代の世界的アイドル歌手。OVAのVOL.2「OVERZONE」でマシンガル一味のテロに遭遇し人質となる。その後も幾度となく（漫画版でも）コンサートやイベントがマシンガルに襲撃されて巻き添えにあう。
望夢もファンであり、彼の持つ携帯ゲーム機（に似せた情報端末）のアナウンスボイスもエミィ・リーンの声からサンプリング加工されたものである。
慈空厳蔵（じくう げんぞう）
ZIC社の会長であり経営最高責任者。恰幅よく威厳に満ち、年季を経た禿頭と皺顔は「絵に描いたような悪党」と評される。事実「清濁併せ呑む」ように各種事業を獲得しZICを企業として発展させた経緯を持ち、その過程の中には様々な裏取引や人材の利用が確かに存在している。
しかし、その全ては「人類を幸福に導く」という確かな使命感に燃えるが故の事であり、そのために必要となる天城の技術には心底に惚れ込んでいる。
OVA版にも1場面だけ登場する（最初からOVAの正式設定として登場しているキャラクターである）。
漫画版では桑原を倒さんとして外宇宙航行船「魁」を強奪する天城たちや大宇宙三兄妹弟に、自ら魁を渡して自身が思う、未来を拓く若者への希望と祈りにも似た願いを語る。
桑原検事（くわばらけんじ）
漫画版オリジナルレギュラーキャラクター。東京地検特捜部ハイテク犯罪専従班（通称・科学特捜隊。略称は科特隊）に所属する検事。特にコンピュータ犯罪に対する造詣が深く、望夢以上のハッカーでもある。マシンガル教授の犯罪を追う中でモルダイバーに興味を持つ。
実は慈空厳蔵の主宰する奨学財団の奨学生であった過去を持ち、それゆえにZIC社に便宜を図るためのスパイでもあった。そのために慈空の要請を受けて天城（マシンガル）と警察とモルダイバーのパワーバランスを人知れず操作する行動をとった事もある。
最終的にはモルダイバーを「人が時の楔から解かれ神に至るための技術」と看破。望夢のPCからモルダイバー3号のデータを強奪。自らを「神」と称し世界の全てに対して宣戦布告。ZICに協力したのも、この力を得るためと嘯きZIC、国家権力、モルダイバーにとって最大となる共通の敵として彼らの前に立ち塞がる。

## 用語
超次元装甲システム
作中では天城博士の祖父が提唱し、研究されていた理論。それは特殊波長粒子体である擬似分子を身体に定着させ、これの操作をもってあらゆる物理的限界を制御・虚無化する、究極の装甲技術。だが、擬似分子を定着させる理論値を示しうる触媒物質が、この地球上に存在し得なかったためお蔵入りしていた。しかし、大宇宙寛によって研究は続けられ火星から採掘されたサンプル666番より触媒となる「モル鉱石（モルトロン）」の精製に成功。超次元装甲発生システムデバイス「モルユニット」を開発した。
モルユニット
超次元装甲システムを稼働させるための特殊ユニット装置。それ自体は小型のウォークマン型の筺体に収まるサイズだが、これは元々普及品を利用したらしく、寛がモノ使いの荒い未来にユニットを出し渋っていた際には未来が「本物のウォークマン」とスリ変えたりしていた。変身時にユニット内に収納されている通信用デバイスを耳に装着する。素肌の上に直接装甲が発生するため、服を着ていると全て弾け飛んでしまうので変身前には服を脱ぐ必要がある。作中ではユニット自体が試作段階で触媒となるモル鉱石の変換効率が低く、1回の変身に666秒のタイムリミットがあり、変身のたびに触媒となるモル鉱石が消耗してしまうという欠点があった。
漫画版では「超物質で形作られた｢擬似体｣を脳波でコントロールしている」となっていて、装着者の肉体は別空間に時間凍結された状態で保存される。その為「変身中は年をとらない」ことになるが、作品後半で666秒の変身タイムリミットが無くなるまでは意味がなかった（1年分の時間を稼ぐには4500回以上の変身を繰り返す必要がある）。終盤では逆転の発想から一回だけの使いきり型モルユニット「モルんです（命名は担当編集者T）」も登場した。これはモル鉱石の搭載量を最小限にしたことで消費量を抑えて量産化に成功しているが、1号2号の外形プログラムの分離は最後までできなかった。
モルダイバー
本作のタイトルにもなっている、モルユニットを用いて超次元装甲システムを装着したユーザーを示す名称。最初に名乗ったのは未来。
当初は寛がプログラムしたアメコミヒーロー型（1号、通称・キャプテン東京）のみだったが、モルダイバーの正体に気付いた未来が自身の身体データを無理やりインプットしたことで出来た美少女型（2号）が現れることになる。前述の通り正規のデータに割り込む形で成立したプログラムはグチャグチャになっていて任意の変身ができないばかりか、別ユニットに分離することもできない。元々モルユニットはパラメータ設定を変更することで体表面の摩擦係数などの各種物理力を任意に変更出来るが、2号は大幅に簡略化されている。寛個人が開発した関係上、ユーザーインターフェースとしては不完全という一面はあるが、未来の場合、その粗雑な性格から1号のパラメータを使いこなせない。
望夢が寛と天城の研究データを盗用して作り上げたユニット（3号）は変換効率100%を達成し、時間制限が無くなっているほか、装備された武器「疑似分子ウェーブ」は単純な破壊力のみならず、モルユニットの形成プログラムにバグを引き起こす効果を持つ。

## スタッフ
- 制作 - AIC
- 企画 - 三浦亨
- 製作 - 真木太郎
- 監督・原案 - 北爪宏幸
- シリーズディレクター - 藤原洋英
- 脚本 - 月村了衛 (1-3,5)、中村学 (1,2,4,6)
- キャラクターデザイン - 北爪宏幸
- コンセプトデザイン - 河森正治、宮武一貴
- デザインワークス - 渡部隆
- 絵コンテ - つるやまおさむ(3)、藤原洋英(5)
- 演出 - 宮下研史(2)、青木武(3)、浦田保則(4)、相賊久太郎(5)、藤原洋英(6)
- 作画監督 - 平松禎史(1)、奥田淳(1,3)、田中正弘(1,3,5,6)、小林利充(2,5)、西井正典(3)、杉山東夜美(3,5)、越智博之(3)、河野悦隆(4)、田中勉(5)、阿部邦博(5,6)、恩田尚之(5)、北爪宏幸(6)、梶島正樹(6)
- 美術監督 - 西川増水
- 色彩設計 - 土屋智
- 撮影監督 - 小西一廣
- 音響監督 - 松岡裕紀
- 効果 - 佐々木純一（アニメサウンドプロダクション）
- 音楽 - 若草恵
- 編集 - 辺見俊夫、船見康恵
- プロデューサー - 森尻和明、山田久郎、井上博明、栫裕

## 主題歌
オープニングテーマ「GO! GO! モルダイバー」
作詞 - 北爪宏幸 / 作曲 - 前田克樹 / 編曲 - 藤原いくろう / 歌 - 野上ゆかな（現・ゆかな）
エンディングテーマ「タイムリミット」
作詞 - 枯堂夏子 / 作曲・編曲 - 若草恵 / 歌 - 野上ゆかな（現・ゆかな）

## 関連商品

### ビデオ
- 『シークレット・オブ・モルダイバー ひみつ大百科』 1993年1月1日発売
- ♯1「METAMORFORCE」 1993年2月25日発売
- ♯2「OVERZONE」 1993年3月25日発売
- ♯3「LONGING」 1993年6月25日発売
- ♯4「DESTRUCTION」 1993年7月25日発売
- ♯5「INTRUDER」 1993年9月25日発売
- ♯6「VERITY」 1993年11月25日発売

### DVD
- MOLDIVER 1998年10月23日発売
- MOLDIVER（RONDO ROBE Selection版） 2004年12月22日発売

### コミック
- モルダイバー（伊藤伸平・著）
  - 徳間書店・少年キャプテンコミックス スペシャル
    - 1巻 ISBN 4-19-833071-9
    - 2巻 ISBN 4-19-834021-8
    - 3巻 ISBN 4-19-830014-3

  - 徳間書店・リュウコミックス
    - 上巻 ISBN 978-4-19-950130-2
    - 下巻 ISBN 978-4-19-950131-9

### 小説
- モルダイバー（早見裕司・著 徳間書店・徳間アニメージュ文庫）全1巻 ISBN 4-19-900003-8
第1話 熱海 湯の町サイダータンク
第2話 謎の怪盗 青銅魔人
第3話 消えた階層 レベル＝17（セブンティーン）